# Darktown (Roman)
Darktown ist ein gesellschaftskritischer Kriminalroman des US-amerikanischen Schriftstellers Thomas Mullen, der 2016 in New York erschien und 2018 unter demselben Titel in der Übersetzung von Berni Mayer bei DuMont in Köln herauskam. Im Roman geht es um die Aufklärung eines Mordes inmitten des Rassismus in den Vereinigten Staaten kurz nach dem Zweiten Weltkrieg.

## Inhalt
Der Roman spielt im Jahr 1948 in Atlanta (Georgia). Dort wurden im Jahr der Handlung aus wahlpolitischen Gründen acht  afroamerikanische Männer in den Polizeidienst aufgenommen. Vor diesem historischen Hintergrund entwickelt Mullen seinen Roman, wobei die acht Polizisten durchgängig Negro-Officer oder Negro-Cops genannt werden. Sie haben gegenüber Weißen keinerlei Befugnisse, haben keinen Streifenwagen, dürfen das Polizeipräsidium nur durch den Hintereingang betreten und sind dort sehr ungern gesehen. Uniform dürfen sie nur während der Dienstzeit tragen, nicht auf dem Weg von oder zur Arbeit. Die Uniformen werden in ihrem provisorischen Büro im Keller des CVJM verwahrt. Der liegt im Schwarzenviertel (Darktown). Nur dort dürfen die Negro-Officiers Streife gehen. Weiße Polizeibeamte, von denen jeder vierte in Atlanta zum Ku-Klux-Klan gehört, lehnen schwarze Cops ab. Rassistische Beleidigungen und Demütigungen sind alltäglich. Angeblich wurde im Korps des Police Departments gar ein Kopfgeld für den ersten Mord an einem Negro-Officer ausgelobt.
In der fiktiven Handlung geht um den Mord an einem farbigen Mädchen, der, wie in solchen Fällen üblich, nie aufgeklärt werden soll. Diesmal aber macht sich ein „unwahrscheinliches Trio“ an die ernsthafte Ermittlung: ein weißer Polizeineuling und zwei der „Negro Officers“. Keiner von ihnen ist eigentlich dazu berechtigt.

## Rezeption
Für den Spiegel-Rezensenten Marcus Müntefering ist die große Stärke des Romans auch seine Schwäche. Mullen schildere den alltäglichen und umfassenden Rassismus im Atlanta der 1940er-Jahre detailgenau und ausführlich. Diesem Anliegen ordne er die Kriminalstory jederzeit unter, was die Handlung vorhersehbar mache. Darum gehöre Darktown nicht zu den besten Kriminalromanen des Jahres, aber zu den wichtigsten. Man müsse ihn auch als Kommentar zu Rassismus in den USA von heute lesen. Er zeige eindrücklich, dass die Vergangenheit nicht wirklich vergangen ist, sondern nur verwandelt. Wovon Mullen erzähle, das sei so oder so ähnlich passiert damals. Wieder und wieder. „Und es passiert auch heute noch“.
Auch Sylvia Staude (Frankfurter Rundschau) findet die Krimi-Handlung „vorhersehbar“. Trotzdem vermittle der Roman anschaulich das Bild einer Zeit, „in der Weiße Schwarze ganz selbstverständlich für minderwertig hielten und Schwarze von den privilegierten Weißen in aller Regel sowieso nichts Gutes und in erster Linie Prügel erwarteten.“
Kai Spanke (Frankfurter Allgemeine Zeitung) sieht beim Hintergrundthema ebenfalls die Gefahr, „aus einem literarischen Text ein Gesinnungstraktat zu machen“, meint aber, es sei Mullen gelungen, einen Krimi zu schreiben, der nie zum bloßen Unterrichtsstoff verkommt. Der künstlerische Gehalt werde von der historischen Gesellschaftskritik nicht erstickt.
Für Ulrich Baron (Süddeutsche Zeitung) rühre Darktown, wie alle guten Kriminalromane, an Fragen, die über eine kriminalistische Ermittlungen weit hinausgehen.

## Fortsetzungen
2017 veröffentlichte Mullen die Fortsetzung Lightning Men, deren deutsche Übersetzung Weißes Feuer 2019 erschien. Die zweite Fortsetzung Midnight Atlanta stammt aus dem Jahr 2020, deren deutschsprachiger Titel lautet Lange Nacht.